# Icíar (Guipúzcoa)
Icíar es una localidad española del municipio de Deva, perteneciente a la provincia de Guipúzcoa, en la comunidad autónoma del País Vasco.

## Historia
Hacia mediados del siglo XIX, el lugar, una anteiglesia ya por entonces perteneciente a Deva, tenía contabilizada una población de 1680 habitantes. Aparece descrito en el noveno volumen del Diccionario geográfico-estadístico-histórico de España y sus posesiones de Ultramar de Pascual Madoz con las siguientes palabras:

ICIAR: anteig. en la prov. de Guipúzcoa, part. jud. de Azpeitia, térm. jurisd. de Deva (1/2 leg.). Se compone de 30 casas que forman el casco de la pobl., cuyo resto hasta 1680 almas, se halla disperso en cas. distantes algunos 2 leg. de la igl. Es esta muy capaz y mas antigua que la de la matriz, pues se cuenta por la tradicion, que los primeros habitantes de Deva bajaron de Iciar: la imágen de Ntra. Sra. es mirada como protectora de los navegantes y muy venerada por todo el pais. Ha escrito la historia de esta imágen D. Pedro José de Aldazaba y Murguía, de quien equivocadamente se dijo en el art. Deva, siguiendo al Diccionario de la Academia, que habia escrito la de la imágen de la Asuncion. Hay escuela de niños, y el cargo de maestro está desempeñado por el organista. Sobre lo demas relativo á esta anteigl. (V. Deva). Los Reyes Católicos la han concedido en todos tiempos varios privilegios.
(Madoz, 1847, p. 382)

En 2023, la entidad singular de población tenía empadronados 823 habitantes y el núcleo de población, 482.

## Patrimonio

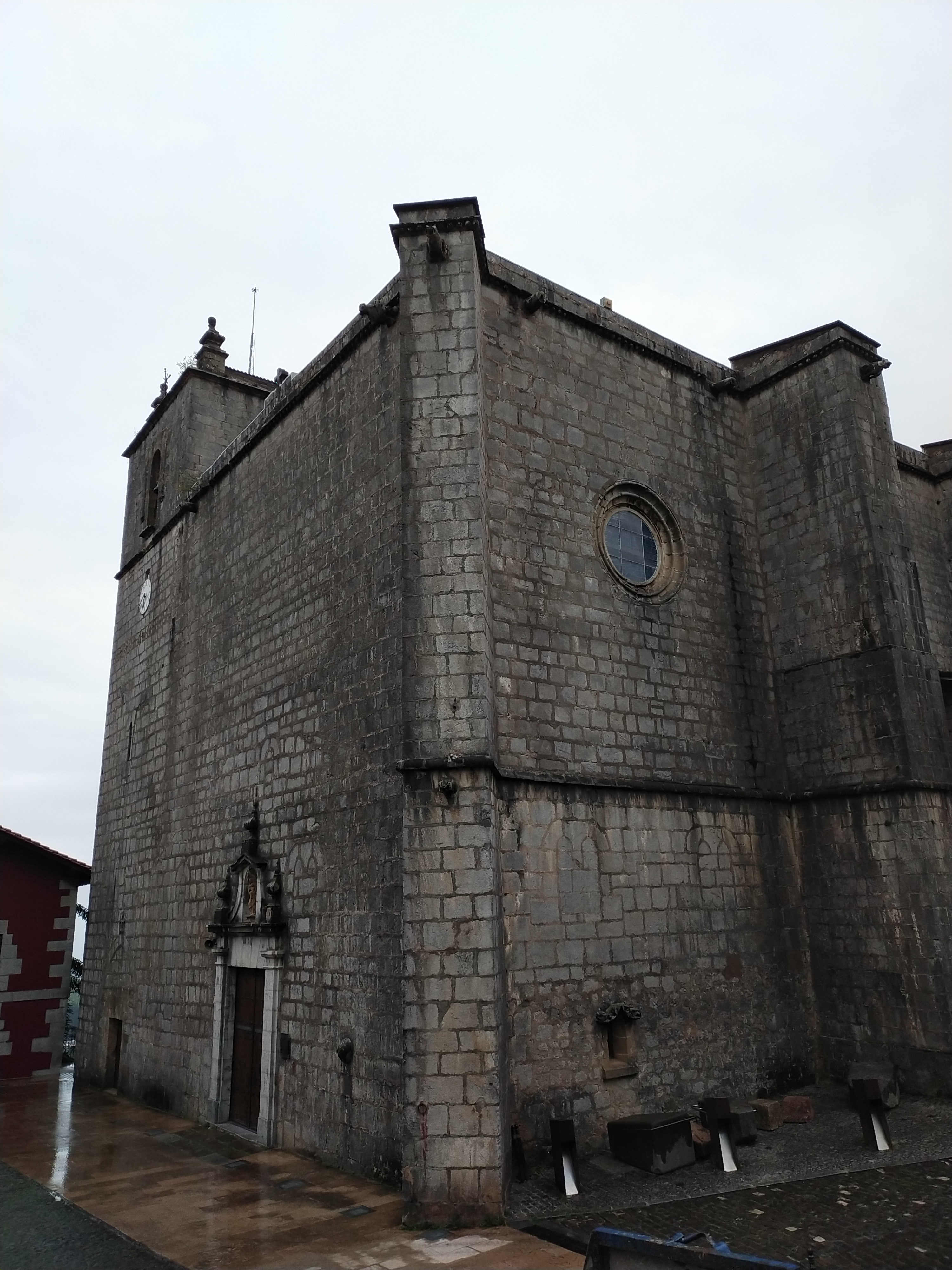
El santuario de Nuestra Señora de Icíar

Se encuentra en la localidad el santuario de Nuestra Señora de Icíar.